# Melrose (pomme)
Pour les articles homonymes, voir Melrose.

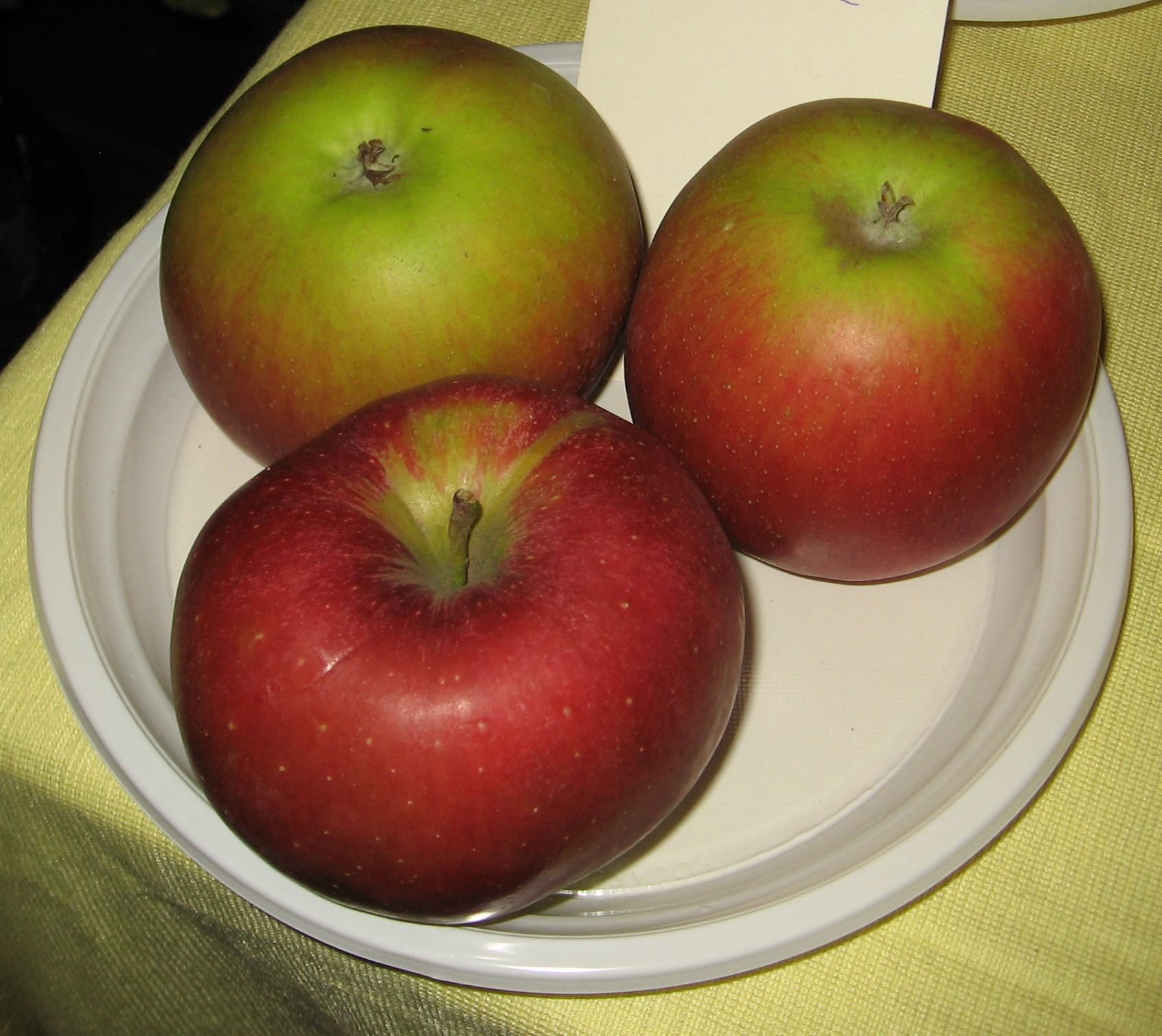
Pomme Melrose

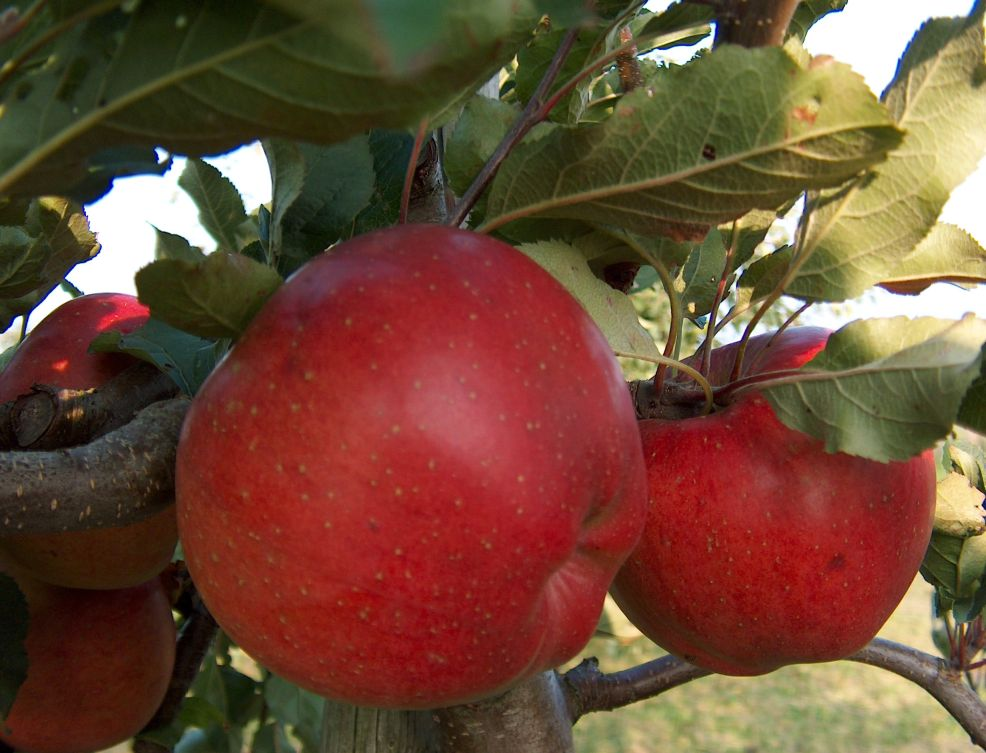

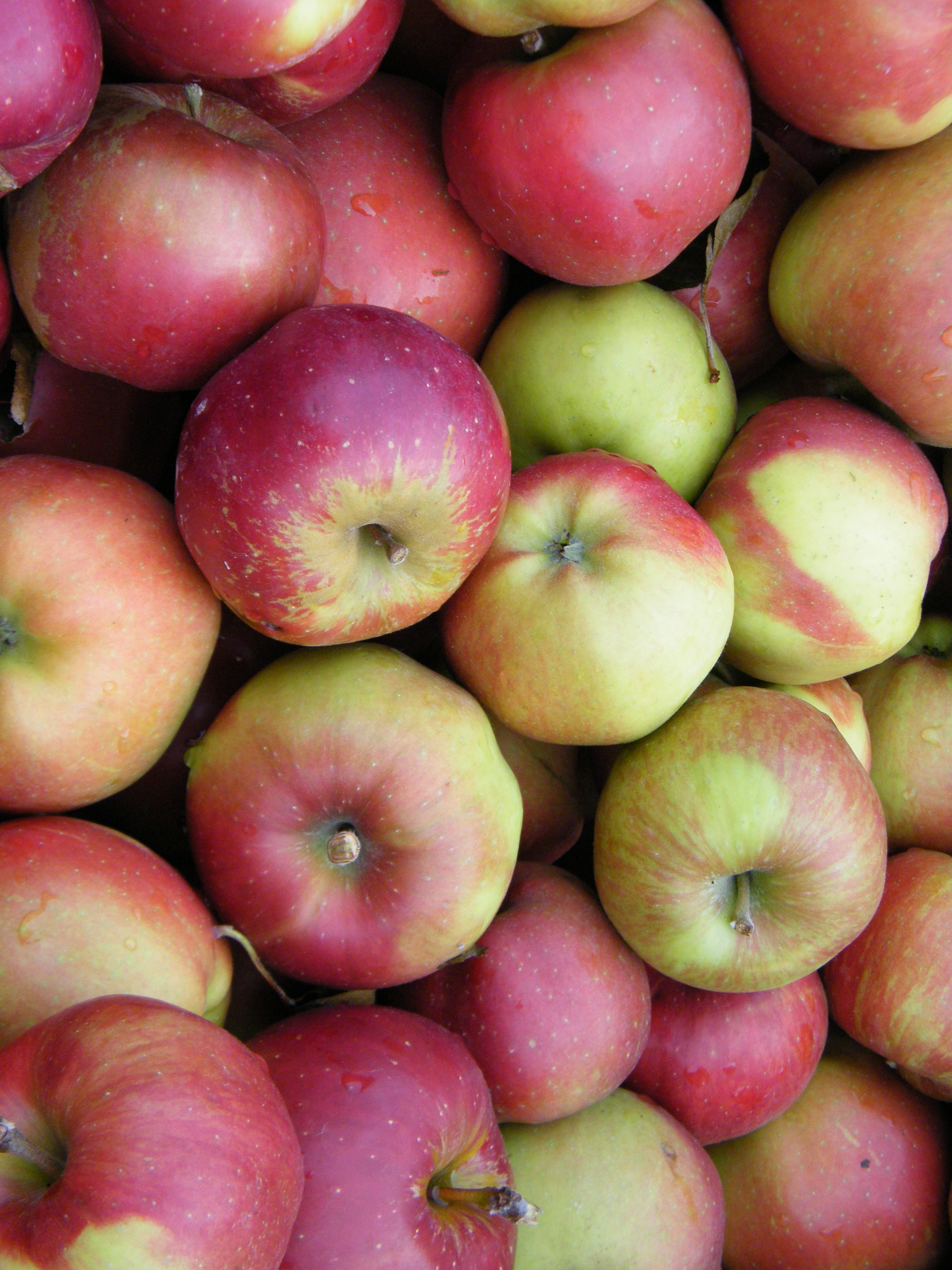
Melrose.

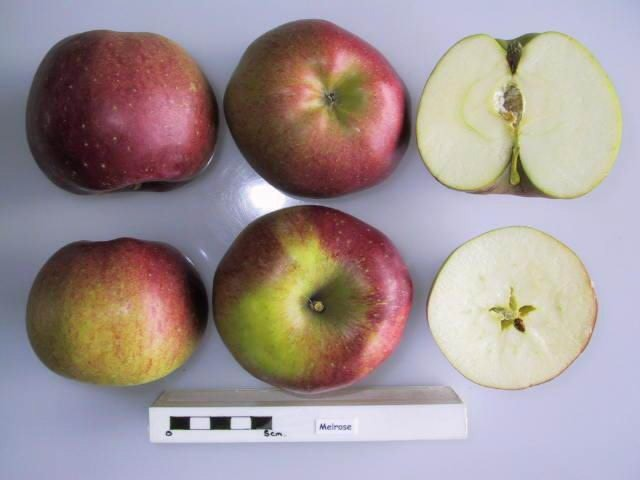
En exposition.

Melrose est un cultivar de pommier domestique.

## Description
Épicarpe: rose à rouge.
Sa chair jaune est très croquante. Elle a un goût sucré acidulé. On lui trouve souvent des arômes floraux, ce qui pourrait expliquer son nom.
Calibre: gros.
Usage: elle peut être utilisée en pomme de table ou à cuire surtout si on la laisse un peu venir à maturation après la récolte, ce qui lui permet de développer ses riches arômes.
Vitamine C: faible teneur.

## Origine
Cette variété de pomme américaine a été créée à l'Ohio Agriculture Experiment Station de Wooster en Ohio, propagée dès 1937.

## Parenté
Cultivar issu du croisement de Jonathan × Red Delicious.

## Pollinisation
Groupe de floraison: C (mi-saison), 2 jours avant la Golden Delicious.
La variété Melrose est pollinisée par Discovery, Cortland, Empire, Belfleur Kitika, Golden Delicious, Grenadier, James Grieve, Lobo, Belle fleur jaune, Reinette Ananas.

## Culture
Fructification : type semi-spur. Il faut donc éviter une taille trop courte qui risquerait d'enlever les futurs fruits.
Le cultivar est de vigueur moyenne, l'arbre a un port semi-érigé.
On peut récolter tardivement, dès la mi-octobre et jusqu'en janvier. C'est un fruit de bonne conservation, il peut être gardé jusqu'en avril.
Cette variété a le grand avantage d'être peu sensible au feu bactérien. Elle est cependant sensible aux races communes de tavelure du pommier et au mildiou. De ce fait, elle n'est pas à recommander dans les petits jardins familiaux où les traitements ne sont pas systématiques.